# Vickers K
La Vickers K, conosciuta tra i britannici anche come Vickers Gas Operated (VGO), era una mitragliatrice leggera ad alta cadenza di tiro sviluppata dalla Vickers-Armstrong per impiego aeronautico. L'alta cadenza era necessaria per consentire un efficace ingaggio nei brevi istanti nei quali il mitragliere poteva inquadrare un velivolo attaccante. Durante la seconda guerra mondiale l'arma venne adattata anche all'uso terrestre veicolare.

## Storia

### Sviluppo
La Vickers K era una evoluzione della mitragliatrice leggera da fanteria Vickers-Berthier (VB), adottata nel 1932 dal British Indian Army. La VB, come il Bren, usava un otturatore a blocco basculante, ma diversamente da questo bloccava l'otturatore in chiusura solo all'ultimo momento della sua corsa anterograda e permise così lo sviluppo della Vickers K a recupero di gas. Realizzata con componenti più leggere ma con lo stesso sistema di chiusura della VB, la Vickers K aveva una cadenza di tiro regolabile tra 950 e 1.200 colpi al minuto, maggiore della MG 34 tedesca. L'arma fu adottata dalle forze armate britanniche come VGO: venne valutata con un grande caricatore a piatto da 300 colpi e superò in affidabilità la Browning in calibro .303. Tuttavia l'ingombrante tamburo creava problemi nel puntamento, interferendo con le strutture dell'aereo. Quando la Browning .303 Mark II, alimentata a nastro, venne scelta come mitragliatrice aeronautica standard della Royal Air Force, la VGO divenne superflua per la RAF, ma rimase in servizio con la Fleet Air Arm fino al 1945.

### Impiego operativo
La Vickers K venne installata sui bombardieri leggeri e medi della RAF, come Fairey Battle e Handley Page HP.52 Hampden. Venne installata anche in torretta: su quella dorsale del Bristol Blenheim e sulla torretta anteriore del Armstrong Whitworth Whitley.

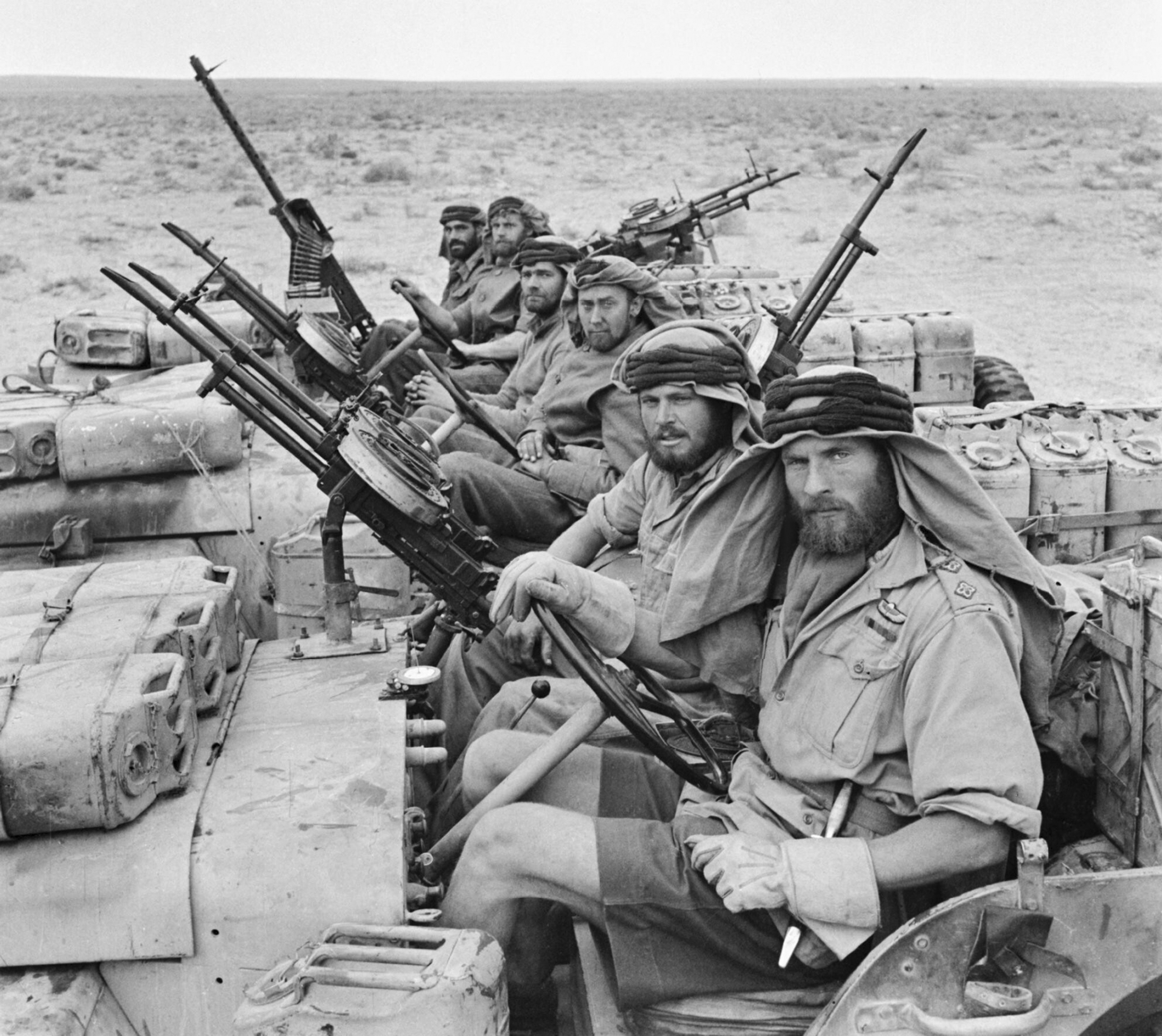
SAS al ritorno da una pattuglia in Nordafrica nel 1943, con le loro Jeep equipaggiate con VGO No. 1, Mk. I binate

La VGO era anche l'arma standard del "mitragliere-telegrafista" sui velivoli imbarcati Fairey Swordfish, Fairey Albacore e Fairey Barracuda della Fleet Air Arm, l'aviazione della Royal Navy.
Man mano che le forniture di Browning .303 aumentavano, la VGO venne progressivamente dismessa dalla RAF. Queste armi vennero trasferite quindi alle forze di terra britanniche e del Commonwealth. L'arma rimase in servizio con l'aviazione di marina inglese. L'ultimo impiego documentato si ebbe da parte dei Barracuda dell'812 Naval Air Squadron a Hong Kong nell'ottobre 1945.
I Long Range Desert Group ricevettero grandi quantità di VGO per i loro veicoli. Le mitragliatrici vennero installate su supporti singoli o su affusti binati artigianali. Gli Special Air Service adottarono la VGO per le loro incursioni, montandole binate sulle loro Jeep. Successivamente si è ipotizzato che le due forze speciali avessero adottato l'arma perché non avevano potuto ottenere altre mitragliatrici, ma grazie all'alto rateo di fuoco ed alla resistenza all'inceppamento da sabbia essa si dimostrò alla prova sul campo nettamente superiore alla Vickers .303 raffreddata ad acqua ed al Bren. Allo stesso modo, l'Airborne Reconnaissance Squadron del Reconnaissance Corps montò le VGO sulle Jeep quando venne aggregato alla 1st Airborne Division per l'Operazione Market Garden del settembre 1944. I British Commandos usarono le VGO terrestri come mitragliatrice di squadra nel periodo del D-Day.
Dal 1942, le VGO imbarcate sulle motosiluranti e le motocannoniere delle Coastal Forces della Royal Navy iniziarono ad essere rimpiazzate dalle Lewis..

## Varianti

### VGO No. 1 Mk. I
La Gun, Machine, Vickers G.O. .303-inch, No. 1, Mk. I era la versione standard aeronautica, per installazione in torretta, "in caccia" o brandeggiabile "in fuga".
Era un'arma a sottrazione di gas e sparava ad otturatore aperto (e quindi non era sincronizzabile per sparare attraverso il disco dell'elica) solo in full auto. Il cilindro del gas, montato sotto la canna, ospitava il pistone a lunga corsa, azionante l'otturatore ad azione oscillante verticale. L'alimentazione avveniva da un otturatore a tamburo piatto, inserito superiormente al castello, nominalmente da 100 colpi ma contenente in realtà 96-97 cartucce per evitare inceppamenti. L'arma era dotata di una impugnatura a manopola singola all'estremità posteriore del castello. Queste armi dismesse dalla RAF vennero adattate all'impiego veicolare su un supporto a candelabro singolo o doppio, adattato a Jeep e autocarri.

### VGO No. 2 Mk. I
A partire dal 1943 la RAF acquistò anche una versione terrestre della mitragliatrice, denominata Gun, Machine, Vickers G.O. .303-inch, No. 2, Mk. I o solo "VGO Land Service", originariamente destinata alle unità di protezione delle infrastrutture aeroportuali. Alcune di queste armi, ottenute per trasformazioni di No. 1 Mk. I esistenti, entrarono nel vasto arsenale di unità di commando e da ricognizione, operanti in Europa nel 1944 e nel 1945. Una volta finita la guerra, tutte queste armi vennero dichiarate obsolete e ritirate dal servizio.
La versione terrestre si distingueva perché la manopola era sostituita da un calcio semi-bullpup, un'impugnatura con grilletto e ponticello sotto il castello. L'astina paramano su un'appendice anteriore del castello fungeva anche da maniglione di trasporto. Un bipiede pieghevole era fissato al cilindro del gas. L'arma era dotata di apposite mire metalliche su supporti pieghevoli.

### VGO No. 3 Mk. I
Nel gennaio 1945 venne realizzata per la RAF la versione Gun, Machine, Vickers G.O. .303-inch, No. 3, Mk. I, dichiarata obsoleta nel 1947. Era una versione aeronautica simile alla No. 1 Mk. I ma a controllo remoto.

### VGO No. 4
La versione Gun, Machine, Vickers G.O. .303-inch, No. 4 era destinata ad equipaggiare le autoblindo, con blocco di presa dei gas modificato per diminuire la cadenza di tiro.

### VGO No. 5 Mk. I
La versione Gun, Machine, Vickers G.O. .303-inch, No. 5 Mk. I venne realizzata per conversione di No. 1 e No. 3 su affusto quadrinato.

### VGO Camera Gun
La Vickers G.O. Camera Gun era una versione inerte da addestramento. Era costituita da un castello in metallo pressofuso, con impugnatura e grilletto realistici, contenente una fotocamera. I mitraglieri in addestramento, "sparando" agli aerei attaccanti, riprendevano l'inquadratura su pellicola, che veniva poi analizzata per verificare il corretto puntamento. Questa tecnica venne sviluppata durante la prima guerra mondiale con la Lewis Gun.

## Velivoli armati
Impero britannico
- Airspeed Oxford
- Armstrong Whitworth AW.38 Whitley
- Avro 652A Anson
- Blackburn Shark
- Blackburn Skua
- Bristol Beaufort
- Bristol Blenheim
- Bristol Bombay
- Curtiss P-36 Hawk
- Douglas A-20 Havoc/Boston
- Fairey Albacore
- Fairey Barracuda
- Fairey Battle
- Fairey Fulmar
- Fairey Swordfish
- Handley Page Halifax
- Handley Page Hampden
- Miles Master
- Saunders-Roe A.36 Lerwick
- Short S.25 Sunderland
- Supermarine Type 322
- Supermarine Walrus
- Vickers Wellesley
- Westland Lysander

 Australia
- CAC Wirraway

 Polonia
- Lublin R-XIII
- RWD-14 Czapla

 Stati Uniti
- Martin 187 Baltimore
- Martin 167 Maryland